# Кумар Рамеш, Вишваш
Вишваш Кумар Рамеш (англ. Vishwash Kumar Ramesh; род. 1985) — британец индийского происхождения, единственный выживший в авиакатастрофе Boeing 787 под Ахмадабадом.

## Ход событий

Схема носовой части пассажирского салона Boeing 787. Красным выделено место 11A, на котором сидел Вишваш Кумар Рамеш

Вишваш Кумар Рамеш навещал семью в Индии и возвращался в Лондон вместе со своим братом Аджаем Кумаром Рамешем. При крушении он получил многочисленные травмы, но выжил, а его брат, сидевший в другом ряду, погиб.
По словам Рамеша, через 30 секунд после взлёта он услышал грохот и потерял сознание. Придя в себя, он обнаружил, что посадочный талон остался зажат в руке, а также увидел разбросанные вокруг трупы пассажиров и обломки самолёта. Несмотря на травмы и кратковременную потерю сознания, он встал и побежал в сторону, пока не был препровождён волонтёрами в машину скорой помощи.
Вопреки распространенному мнению о большей безопасности посадочных мест в «хвосте» самолёта, Вишваш выжил в катастрофе благодаря тому, что сидел ближе к носовой части — на кресле под номером 11A в эконом-классе. Этому способствовал тот факт, что во время неконтролируемого снижения носовая часть «Боинга» была задрана и основной удар пришёлся на хвост самолёта.